# Gare de Haren-Nord
La gare de Haren-Nord est une ancienne gare ferroviaire belge de la ligne 25, de Bruxelles-Nord à Anvers-Central située à Haren, section de la ville de Bruxelles dans la région de Bruxelles-Capitale. Il y avait également deux autres gares à Haren : la gare de Haren et la gare de Haren-Sud.

## Histoire
En 1835, à quelques centaines de mètres à l'est du hameau de Buda, le premier chemin de fer de la Belgique est construit. En 1864 un arrêt fut construit sur cette ligne de chemin de fer 25 dans le sud-est de Buda. En 1879-1880, le premier bâtiment en dur fut établi,. Il était de style néo-renaissance flamande (gares à pignons à redents), style alors en vigueur pour les gares de l’État belge. Il était constitué d'un corps central de deux étages à 5 travées et de deux ailes basses avec un porche côté rue et une grande marquise côté quai. Ce bâtiment, identique à ceux des gares de Buizingen et Quaregnon, correspond à une variante tardive de ces gares standard, pourvu d'ailes latérales symétriques et démuni de pignons à redents.
Lorsque la ligne 25 a été électrifiée et convertie en une ligne express en 1935, la gare de Haren-Nord a été fermée et un arrêt correspondant été établi sur la ligne 27, la gare de Machelen. À Haren et à Mortsel, il apparut rapidement que rétablir un arrêt sur la ligne 25 était souhaitable afin de créer une desserte omnibus par les automotrices électriques. Cette nouvelle gare est construite en 1939, à quelques centaines de mètres plus au nord, sur le territoire de Vilvorde et de Machelen, celle-ci a été nommée selon le quartier industriel tout proche : gare de Haren-Buda, puis renommée gare de Buda.